# Crazy Surfer

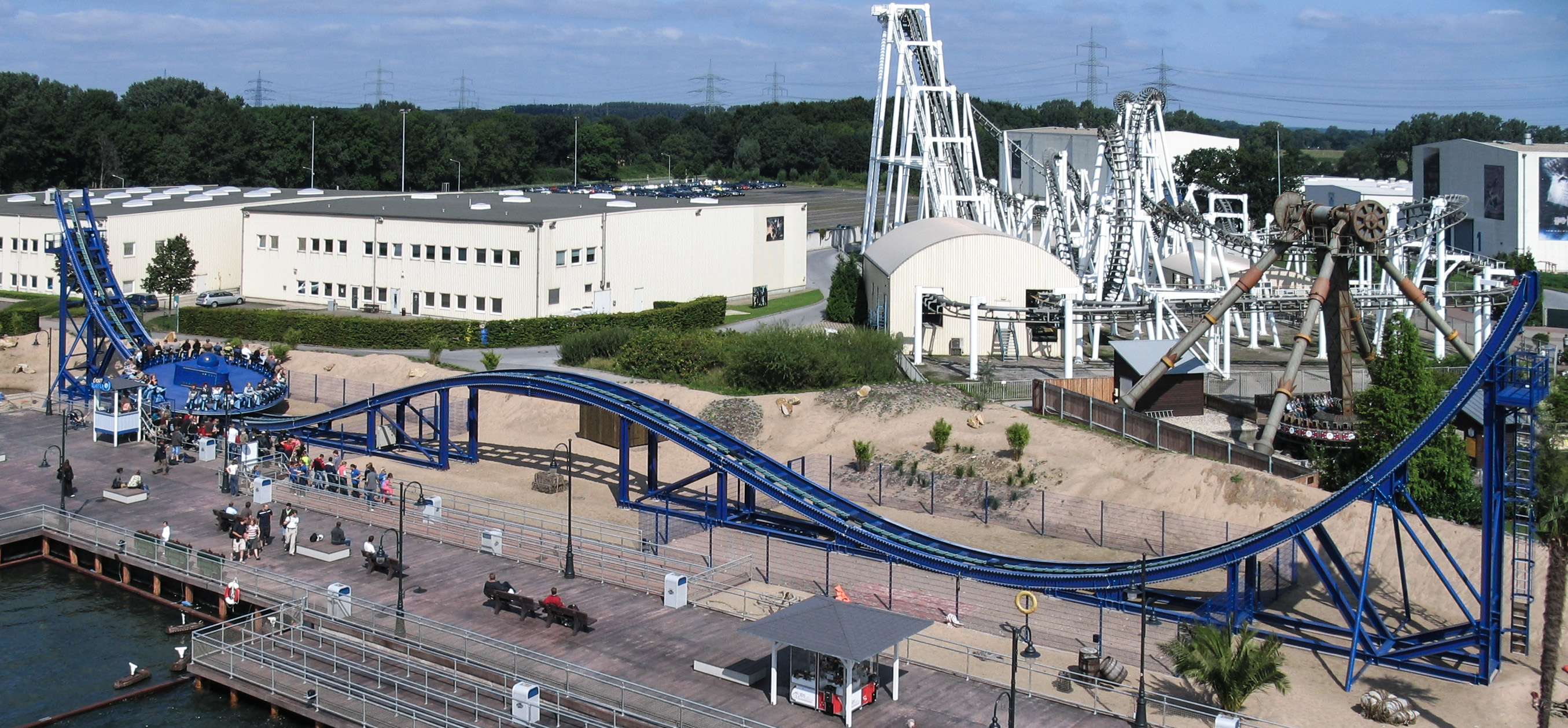
Crazy Surfer overzicht

Crazy Surfer is een Disk'O Coaster in het Duitse attractiepark Movie Park Germany.
Crazy Surfer staat in het themagebied Santa Monica Pier. Op de 'disco-schijf' is plaats voor 40 personen die in een kring met de ruggen naar elkaar zitten. De baan is 82 meter lang, 15 meter hoog en heeft een topsnelheid van 70 km/u. Crazy Surfer is geopend in 2007 en is de eerste disk'O Coaster van Duitsland.
Lijst van attracties in Movie Park Germany · Police Academy Stunt Show · afbeeldingen
Huidige attracties: Avatar Air Glider ·
Backyardigans Mission to Mars · The Bandit · Bermuda Triangle - Alien Encounter · Crazy Surfer · Dora's Big River Adventure · Fairy World Spin ·
Ghost Chasers · Jimmy Neutron's Atomic Flyer · MP Xpress · Excalibur - Secrets of the Dark Forest · NYC Transformer · Roxy · Side Kick · SpongeBob Splash Bash · Star Trek: Operation Enterprise · The High Fall · The Lost Temple · Time Riders · Van Helsing's Factory
Voormalige attracties: Batman Adventure · Cop Car Chase · Danny Phantom Ghost Zone · Gremlins Invasion · Ice Age Adventure · Josie's Bath House · Looney Tunes Adventure · Studio Tour · Unendliche Geschichte · Mystery River
Themagebieden: Federation Plaza · Hollywood Street Set · Nickland · Santa Monica Pier · Streets of New York · The Old West